# Англо-испанская война (1654—1660)
Англо-испанская война (англ. Anglo-Spanish War (1654–1660)) — вооружённый конфликт между Англией эпохи Протектората и Испанией за торговое господство в Вест-Индии и обладание островами Ямайка и Испаньола. Продолжался с 1654 по 1660 годы.

## Причины
Отношения Англии и Испании оставались напряжёнными со времён Великой Армады. Лорд-протектор Оливер Кромвель считал необходимым расширение колониального присутствия англичан в Карибском море. Экономический подъём Англии в сочетании с застоем на Пиренейском полуострове делали очередное столкновение держав неизбежным. После Вестминстерского мира Кромвель, забравший всю власть в свои руки, решил, для отвлечения внимания англичан от внутренней политики, начать войну с Испанией, которая должна была быть популярной по религиозным причинам и по надеждам на богатую добычу в испанских колониях. Предполагалось напасть на Испанию совершенно внезапно.

## Ход войны
Уже летом 1654 года в английских портах начали готовить две эскадры, назначение которых сохранялось в тайне. Первая эскадра из 30 кораблей под командованием Роберта Блейка, вышла 29 сентября, а вторая из 18 кораблей под командованием Пенна 25 декабря.
Пенн должен был идти в Вест-Индию и завладеть островом Гаити, для чего на 20 транспортах в его распоряжении был 3000 отряд сухопутных войск под командованием генерала Венабля. Блейк должен был идти в Средиземное море и для усыпления подозрений испанцев, заняться операциями против арабских пиратов, от которых одинаково сильно страдала морская торговля как англичан, так и испанцев, и с которыми испанцы вели нескончаемую борьбу. На самом же деле Блейку приказано было выжидать и дать время Пенну прийти в Вест-Индию, чтобы из Испании не могло быть отменено отправление «серебряного флота», которым и должны были завладеть или Пенн у Азорских островов, или Блейк у берегов Европы.
По прибытии в Средиземное море после демонстративных движений у владений герцога Тосканского, Блейк направился к Тунису и 4 апреля 1655 года под сильным огнём крепости уничтожил весь находившийся там тунисский флот.
Когда в Испании были получены известия о прибытии в Вест-Индию Пенна, Блейк сейчас же установил блокаду испанских берегов, чтобы не пропустить «серебряный флот» и не допустить отправку в Вест-Индию испанских подкреплений.
Между тем Пенн, забрав в английских вест-индских колониях все наличные войска, довел численность десантного корпуса до 7000 человек и 31 марта 1655 года вышел с острова Барбадос, а 13 и 14 апреля высадил десант около города Сан-Доминго на острове Гаити. Но 25 апреля генерал Венабль был наголову разбит испанцами, и англичане вынуждены были отступить с потерей 1700 человек.
Чтобы не возвращаться домой без результата, Пенн решил сделать попытку завладеть островом Ямайка, что ему и удалось (10-17 мая). «Серебряный флот» Пенну не удалось захватить и, оставив сухопутные войска и часть кораблей в Вест-Индии, он вернулся в Англию.
Только после этого Англия объявила войну Испании и присоединилась к Франции, которая с 1635 года вела войну против Испании.
Не попал «серебряный флот» и в руки Блейка. Из-за плохого состояния кораблей пришлось поздней осенью снять блокаду, и только весной 1656 года Блейк вновь установил её. На этот раз англичане не прерывали блокады до конца войны.
В 1657—1658 годах испанцы предпринимали попытки отвоевать Ямайку, однако англичане, вспомнив времена Дрейка, нейтрализовали угрозу путём привлечения на свою сторону флибустьеров. При содействии англичан Порт-Ройял был превращён в базу для пиратских нападений на испанские суда.
Весной 1657 года Блейк узнал о выходе из Америки нового «серебряного флота» и направился к нему навстречу к Канарским островам. Но тот успел войти в порт Санта-Крус на острове Тенерифе и переправить сокровища в крепость, так что Блейку удалось настичь только сами корабли. 20 апреля 1657 года Блейк атаковал вражеский флот из 16 галеонов в бухте Санта-Крус-де-Тенерифе и уничтожил 11 из них.
В том же году к боевым действиям против испанцев присоединился французский король Людовик XIV. Во второй битве при Дюнкерке (14 июня 1658) объединённые силы французов, голландцев и англичан нанесли испанцам сокрушительное поражение и заняли Дюнкерк. По Пиренейскому миру 1659 года эта крепость досталась англичанам, но в 1662 году английский король Карл II продал её Людовику XIV.

## Результаты
По итогам войны англичане сохранили за собой Ямайку — ценный плацдарм в Вест-Индии, откуда местные губернаторы (такие, как Генри Морган) продолжали терзать Испанскую колониальную империю на протяжении многих последующих десятилетий. Официально Ямайка была объявлена английской колонией только в 1670 году.